# مهرنجان نو
مهرنجان  ، روستایی از توابع بخش مرکزی شهرستان فلاورجان در استان اصفهان ایران است. مهرنجان بعلت داشتن خاک حاصل خیز و نزدیک بودن به زاینده‌رود دارای  مجموعه باغ ها و ویلا سازی های متعدد است. فاصله مهرنجان تا اصفهان ۲۱ کیلومتر است.

## جمعیت
این روستا در دهستان اشترجان قرار دارد و براساس سرشماری مرکز آمار ایران در سال ۱۳۸۵، جمعیت آن ۱٬۶۴۰ نفر (۴۰۰خانوار) بوده‌است.